# إد غلين
إد غلين (بالإنجليزية: Ed Glenn)‏ هو لاعب كرة قاعدة أمريكي، ولد في 19 سبتمبر 1860 في ريتشموند في الولايات المتحدة، وتوفي بنفس المكان في 10 فبراير 1892.

## وصلات خارجية
- إد غلين على موقعبيزبول رفرنس.كوم (الدوري الرئيسي) (الإنجليزية)
- إد غلين على موقعبيزبول رفرنس.كوم (الدوري الثانوي) (الإنجليزية)